# Dame
Dame è un appellativo onorifico femminile di molti ordini cavallereschi cristiani, presente nel Regno Unito e in molti altri paesi del Commonwealth come Australia e Nuova Zelanda, ed è la forma femminile di indirizzo di Sir. È l'equivalente femminile del cavalierato, che è tradizionalmente concesso ai maschi.
Una donna insignita del grado Dame Commander o Dame Grand Cross dell'Ordine di San Giovanni del baliaggio di Brandeburgo, dell'Ordine equestre del Santo Sepolcro di Gerusalemme, dell'Ordine del Bagno, dell'Ordine di San Michele e San Giorgio, dell'Ordine reale vittoriano, o dell'Ordine dell'Impero Britannico diventa una dame. Dato che non esiste un termine al femminile equivalente a Knight Bachelor, le donne sono sempre nominate come un ordine cavalleresco. Le donne che vengono insignite dell'Ordine della Giarrettiera o dell'Ordine del Cardo ricevono il titolo di Lady al posto di Dame.

## Storia
L'Ordine dell'Ermellino, fondato da Giovanni VI di Bretagna nel 1381, fu il primo ordine di cavalleria ad accettare le donne. Tuttavia, i cavalieri donna esistevano da secoli in molti luoghi del mondo. Come le loro controparti maschili, si distinguevano per lo sventolio di bandiere colorate e generalmente portavano uno stemma.
Una donna che partecipò a tornei medievali fu Joane Agnes Hotot (nata nel 1378), ma non fu la sola. Inoltre, le donne adottarono certe forme di regalia che divennero strettamente associate allo status di cavalierato.
A differenza dei cavalieri maschi, era praticamente inimmaginabile vedere donne prendere parte a battaglie medievali o comandare battaglioni di soldati, ma ci furono delle eccezioni. Giovanna d'Arco è la più famosa. Alcune indossavano armature, altre comandavano truppe e alcune erano membri di un ordine ufficiale di cavalleria. Una donna che indossò un'armatura completa in battaglia fu la duchessa Sichelgaita di Salerno (detta anche Sikelgaita), che cavalcò accanto al marito mercenario normanno, Roberto il Guiscardo. Ella fu un cavaliere in tutto e per tutto. Un'altra fu Petronilla di Grandmesnil, contessa di Leicester. Indossando un usbergo con una spada e uno scudo, difese le sue terre da Enrico II d'Inghilterra. Lei e suo marito parteciparono alla ribellione del 1173 contro Re Enrico II.
Precedentemente, la moglie di un cavaliere riceveva il titolo di "Dame" prima del suo nome, ma questo uso fu sostituito da "Lady" durante il XVII secolo.
Il titolo di dame come equivalente ufficiale di knight (cavaliere) fu introdotto nel 1917 con l'introduzione dell'Ordine dell'Impero Britannico, e successivamente fu esteso all'Ordine reale vittoriano nel 1936, all'Ordine di San Michele e San Giorgio, e infine l'Ordine del Bagno nel 1971.
La più giovane donna insignita del titolo fu Ellen MacArthur all'età di 28 anni.
La più anziana Gwen Ffrangcon-Davies all'età di 100 anni, fino a che Olivia de Havilland non venne insignita al compimento del 101º compleanno.
Diverse figure di alto profilo sono state insignite del titolo, comprese le attrici Geraldine McEwan e Vanessa Redgrave, che però hanno declinato l'onore di essere chiamate dame nonostante fossero state insignite del cavalierato.